# Yoshinori Kitase
Yoshinori Kitase (北瀬 佳範 Kitase Yoshinori?) (n. 23 septembrie 1966, Japonia) este un regizor și producător de jocuri video și un scenarist japonez care lucrează pentru Square Enix. S-a alăturat echipei Square Enix în 1991. Cele mai imporatnte lucrări ca regizor sunt Final Fantasy VI, Chrono Trigger, Final Fantasy VII și Final Fantasy VIII. Kitase a devenit și producătorul jocurilor Final Fantasy X și Final Fantasy X-2 iar acum lucrează la Compilation of Final Fantasy VII și Final Fantasy XIII. Kitase este și liderul echipei „Product Development Division 1” a lui Square Enix.

## Listă de jocuri
- Romancing SaGa: Proiectant Hartă
- Seiken Densetsu: Scenarist
- Final Fantasy Adventure: Scenarist
- Final Fantasy V: Planificator (împreună cu Ikuya Dobashi) și scenarist [1]
- Final Fantasy VI: Co-Regizor (împreună cu Hiroyuki Ito) și scenarist [2]
- Chrono Trigger: Regizor (împreună cu Akihiko Matsui și Takashi Tokita)
- Final Fantasy VII: Regizor și scenarist (împreună cu Kazushige Nojima)
- Final Fantasy VIII: Regizor
- Final Fantasy X: Producător
- Kingdom Hearts: Co-Producător
- Final Fantasy X-2: Producător
- Kingdom Hearts: Chain of Memories: Producător
- Compilation of Final Fantasy VII: Producător (Dirge of Cerberus), Producător executiv (Crisis Core)
- Kingdom Hearts II: Co-Producător
- Ehrgeiz: Personal
- Romancing Saga: Proiectant hărți
- Final Fantasy XIII: Producător